# Amazonas, o maior rio do mundo
Amazonas, o mayor rio do mundo (tdl. ‘Amazonas, el mayor río del mundo’) es una película documental muda brasileña de 1922 producida en 1918 por Silvino Santos. Es una película en blanco y negro que retrata la vida en la selva amazónica. Finalizado en 1920, se considera uno de los registros cinematográficos más antiguos de la Amazonia. Se dio por perdida en 1931 y recién fue redescubierta en 2023 en el Archivo Cinematográfico Checo.
Silvino Santos produjo la obra durante tres años utilizando sofisticadas técnicas cinematográficas, lo que llevó a que Le Monde la considerara de «inmenso valor artístico». También ha sido descrita como el «Santo Grial del cine mudo brasileño» por The Guardian.

## Argumento
Amazonas, o maior rio do mundo representa el río Amazonas, el más grande del mundo, y retrata la vida en la selva amazónica. Documenta la riqueza de la flora y fauna amazónica, así como la vida cotidiana y los rituales de las pueblos indígenas de Brasil en las regiones navegadas por el río Amazonas.
La película detalla los procesos transformadores y el potencial económico de las prácticas explotadoras de las élites locales, como la extracción de látex, la caza de manatíes, la pesca y la recolección y procesamiento de nueces de Brasil, caña de azúcar, cacao y algodón, junto con la ganadería y la industria maderera. La película presenta animales exóticos encontrados en la región, como caimanes, jaguares, cangrejos, tortugas, pájaros y mariposas. Los pueblos indígenas, como los Parintintín, están representados a través de registros ancestrales, costumbres y rituales: inscripciones y dibujos rupestres, el uso de la yuca como alimento básico, la artesanía con mates y confección de hamacas, y la celebración de las mujeres dentro de estas comunidades.

## Producción
En 1917, con el apoyo del Gobierno del Estado de Amazonas y en colaboración con el comerciante amazónico Manoel Gonçalves, Silvino Santos fundó Amazônia Cine-Film. Al año siguiente, con el apoyo del empresario Avelino Cardoso, Santos produjo, en Manaus, un documental titulado Amazonas, o maior rio do mundo que mostraba la riqueza y el potencial industrial de la selva amazónica. La película fue filmada en los estados brasileños de Amazonas y Pará y en las localidades de Iquitos y Putumayo en Perú. Terminada en junio de 1920, la película no se centró tanto en los pueblos indígenas como las obras contemporáneas del oficial militar y cineasta Luiz Thomaz Reis, con quien a menudo se compara a Santos. Sin embargo, la película incluía imágenes que mostraban las costumbres y formas de vida del pueblo Uitoto, en particular comentando, a través de sus intertítulo s, la adopción de pantalones entre los jóvenes de la tribu.
La película fue financiada por empresarios de Manaus, con la intención de promover las riquezas amazónicas, como el caucho, la madera y las nueces de Brasil, ante los inversores europeos. A diferencia de la producción de su película anterior, filmada en el río Putumayo en Perú y perdida en un naufragio, Santos manejó personalmente la edición y el revelado de los negativos en un laboratorio ubicado en Manaos. La película fue la primera producción brasileña en utilizar negativos Kodak y emplear una cámara totalmente metálica, fabricada por la marca estadounidense Böwe Bell & Howell.

## Desaparición
Una vez finalizada la producción de la película, Silvino Santos recibió una propuesta de Propércio Saraiva, yerno de Avelino Cardoso. Saraiva prometió llevar los negativos de la película a Londres, donde crearía versiones con tarjetas de título en varios idiomas, lo que permitiría su distribución en copias ilegales en toda Europa, gastando 6000 metros de negativos. Sin embargo, Saraiva vendió el material a la compañía cinematográfica Gaumont, acreditándose como director de la película. La obra pasó a llamarse The Wonders of the Amazon y circuló por Europa hasta que se dio por perdida en 1931. Hasta su redescubrimiento en 2023, la película se consideró perdida y solo sobrevivieron fragmentos. Estos fragmentos habían sido reutilizados en otras producciones por su creador original. La película también fue muy poco estudiada y la historiografía resultó en un acceso limitado al material original para realizar un análisis fílmico tradicional.

## Descubrimiento
Considerada perdida durante muchos años, la película fue redescubierta en 2023 en los archivos de la Archivo Cinematográfico Checo, una cinemateca ubicada en Praga, República Checa. En febrero de 2023, el Archivo Cinematográfico Checo se puso en contacto con Jay Weissberg, director del Festival de Cine Mudo de Pordenone, y le presentó una copia digital producida en 1981 a partir de una película de nitrato ahora perdida. El material se titulaba The Wonders of the Amazon, estaba catalogado erróneamente como una producción estadounidense y estaba fechado en 1925. Weissberg teorizó que la película era más antigua de lo que se informó y contactó a Sávio Luís Stoco, profesor de la Universidad Federal de Pará y experto en la obra de Silvino Santos, para verificar los orígenes de la película.
La copia digital fue examinada por la Cinemateca Brasileira, que confirmó la teoría de que efectivamente se trataba de la película de Silvino Santos. Los títulos de las canciones fueron traducidos al portugués y la banda sonora fue compuesta por Luís Henrique Xavier, flautista y profesor de composición, teoría y análisis en el departamento de música de la Universidad Estadual de Campinas. La obra fue analizada más a fondo por especialistas italianos y Stoco afirmó: «Es básicamente un milagro. No teníamos la más mínima esperanza de que algún día se encontrara esta obra».

## Lanzamientos
La película, bajo el título The Wonders of the Amazon, se proyectó por primera vez en Londres el 12 de febrero de 1922. Tras su redescubrimiento, se presentó el 10 de octubre de 2023 en el Festival de Cine Mudo de Pordenone. La película se estrenó en Brasil en la Cinemateca Brasileira de São Paulo el 22 de noviembre de 2023. También se proyectó en Cinépolis en João Pessoa el 1 de diciembre, en el Museo de Arte Moderno de Río de Janeiro el 7 de diciembre, en el Cine Teatro São Luiz de Fortaleza el 22 de diciembre y en el Teatro Amazonas de Manaos el 29 de diciembre. En septiembre de 2024, la película completa estuvo disponible en el Banco de Contenidos Culturales de la Cinemateca Brasileña.